# Dasle
Dasle ist eine französische Gemeinde mit 1.370 Einwohnern (Stand: 1. Januar 2022) im Département Doubs in der Region Bourgogne-Franche-Comté.

## Geographie
Dasle liegt auf 380 m über dem Meer, etwa acht Kilometer ostsüdöstlich der Stadt Montbéliard (Luftlinie). Die Gemeinde, ein ehemaliges Straßendorf, erstreckt sich südöstlich des Beckens von Montbéliard, in einer breiten Mulde, die sich nach Westen zum Doubstal öffnet, in den nördlichen Ausläufern des Juras.
Die Fläche des 5,67 km² großen Gemeindegebiets umfasst einen Abschnitt des nördlichen französischen Juras. Der zentrale Teil des Gebietes wird von der fast ein Kilometer breiten Talmulde von Dasle eingenommen, die durch den Ruisseau de Dasle nach Westen zum Doubs entwässert wird. Flankiert wird diese Mulde von den Hochflächen, die zu den Ausläufern des Tafeljuras zählen. Diese sind teils mit Acker- und Wiesland, teils mit Wald bestanden. Nach Norden erstreckt sich das Gemeindeareal in die ausgedehnten Waldgebiete des Bois des Vernes (bis 410 m) und Bois de Meilloncourt (420 m). Gegen Osten steigt das Gelände allmählich zum Plateau von Beaucourt an. Mit 475 m wird im Wald Les Échenets am Hang des Grammont die höchste Erhebung von Dasle erreicht.
Zu Dasle gehört die Siedlung Les Monts-de-Dasle (450 m) an aussichtsreicher Lage am nach Westen geneigten Hang des Plateaus von Beaucourt. Nachbargemeinden von Dasle sind Étupes und Dampierre-les-Bois im Norden, Beaucourt und Montbouton im Osten, Vandoncourt und Seloncourt im Süden sowie Audincourt im Westen.

## Geschichte
Seit dem Mittelalter gehörte Dasle zum Herrschaftsgebiet der Grafen von Montbéliard. Ein kleiner Teil war im Besitz der Herrschaft Blamont und teilte deren Schicksal. Im Jahre 1541 wurde die Reformation eingeführt. Unter dem Einfall der Guisen (1587/88) und während des Dreißigjährigen Krieges (besonders in der Zeit von 1633 bis 1642) hatte Dasle schwer zu leiden. Mit der Annexion der Grafschaft Württemberg-Mömpelgard (Montbéliard)| gelangte das Dorf 1793 endgültig in französische Hand. In der Umgebung des Dorfes wurde früher Eisenerz abgebaut, das in den Eisenwerken von Audincourt verarbeitet wurde.
Mit der Eröffnung der Eisenbahnstrecke Montbéliard–Morvillars am 29. Juni 1868 wurde Dasle an das französische Eisenbahnnetz angeschlossen; der Bahnhof Dasle-Beaucourt diente auch der Nachbargemeinde, in die zwischen 1904 und 1938 eine Trambahn führte. Der Personenverkehr auf der Eisenbahnstrecke wurde 1938 eingestellt, der letzte Güterzug in Richtung Morvillars verkehrte 1969; der stillgelegte Abschnitt wurde vollständig abgetragen. Aus Richtung Audincourt wurde der Güterverkehr 1990 eingestellt, die Reststrecke wurde stellenweise abgebaut und ist nicht mehr befahrbar.
Heute gehört Dasle zum Gemeindeverband Pays de Montbéliard Agglomération.

## Sehenswürdigkeiten
Die lutherische Dorfkirche von Dasle wurde Ende des 19. Jahrhunderts errichtet. Von der ehemaligen Burg La Motte sind nur noch wenige Überreste sichtbar.

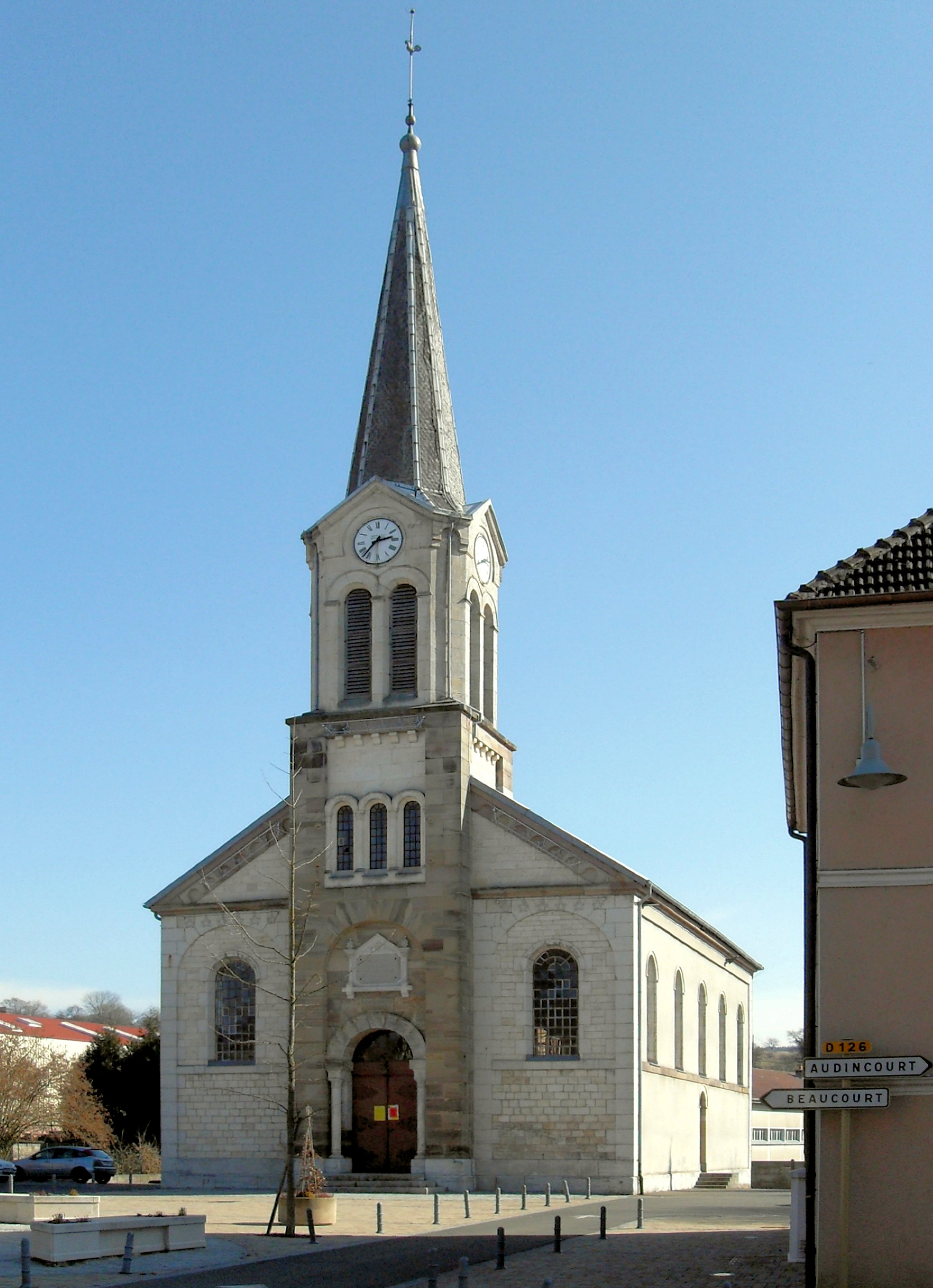
Lutherische Kirche
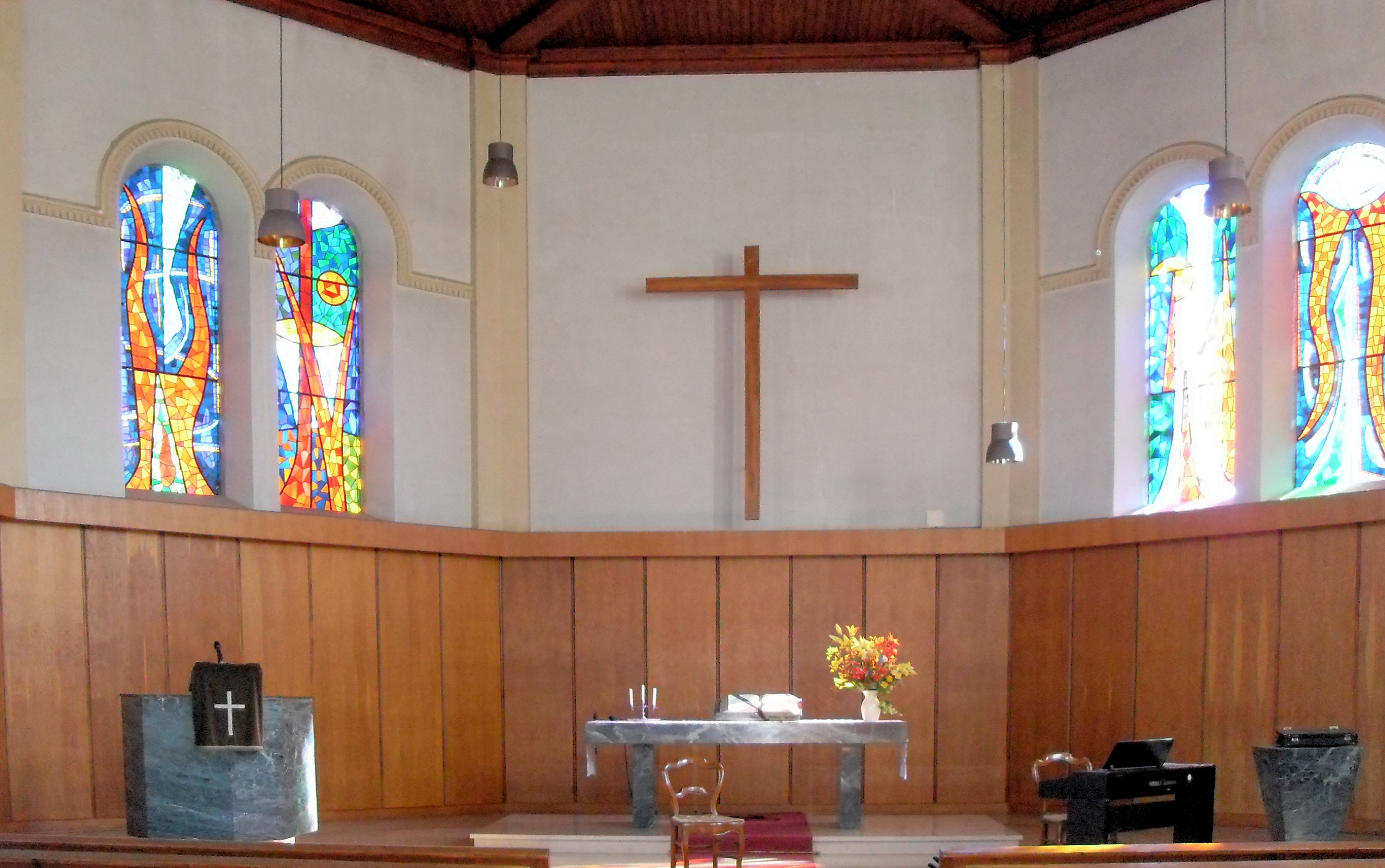
Innenansicht der Kirche

## Bevölkerung
| Jahr                       | 1954 | 1962 | 1968 | 1975 | 1982 | 1990 | 1999 | 2005 | 2016 |
| -------------------------- | ---- | ---- | ---- | ---- | ---- | ---- | ---- | ---- | ---- |
| Einwohner                  | 922  | 1398 | 1357 | 1345 | 1439 | 1418 | 1343 | 1336 | 1423 |
| Quellen: Cassini und INSEE |      |      |      |      |      |      |      |      |      |

Mit 1370 Einwohnern (Stand 1. Januar 2022) gehört Dasle zu den kleineren Gemeinden des Départements Doubs. Nachdem 1901 noch 1044 Personen gezählt wurden, erfolgte bis 1936 ein Rückgang der Einwohnerzahl um mehr als 30 %. Mit dem Beginn der 1950er Jahre setzte ein starkes Wachstum ein, verbunden mit einer Verdoppelung der Einwohnerzahl innerhalb von ungefähr 10 Jahren. Seither verblieb die Bevölkerungszahl auf annähernd konstantem Niveau. Heute ist das Siedlungsgebiet von Dasle mit demjenigen von Beaucourt beinahe lückenlos zusammengewachsen.

## Wirtschaft und Infrastruktur
Im Verlauf des 19. Jahrhunderts entwickelte sich Dasle zu einer industriell geprägten Gemeinde. Viele Arbeiter der Japy-Fabrik in Beaucourt hatten ihren Wohnsitz in Dasle. Heute sind verschiedene Unternehmen des Klein- und Mittelgewerbes, insbesondere in den Branchen Herstellung von Autozubehörteilen, Mechanik, Blechverarbeitung und elektrische Installation in der Gemeinde ansässig. Ferner gibt es zahlreiche Geschäfte des Einzelhandels für den täglichen Bedarf. Viele Erwerbstätige sind auch Wegpendler, die in den anderen Gemeinden der Agglomeration Montbéliard ihrer Arbeit nachgehen.
Die Ortschaft ist verkehrstechnisch gut erschlossen. Sie liegt an einer Departementsstraße, die von Audincourt nach Beaucourt führt. Der nächste Anschluss an die Autobahn A36 befindet sich in einer Entfernung von ungefähr acht Kilometern. Weitere Straßenverbindungen bestehen mit Étupes, Dampierre-les-Bois, Montbouton, Vandoncourt und Seloncourt. Mit der Stadt Montbéliard ist Dasle durch eine Buslinie verbunden.